# Wall of Glass
Wall of Glass est le premier single solo du chanteur et auteur-compositeur anglais Liam Gallagher. Gallagher a coécrit la chanson avec Andrew Wyatt et le producteur Greg Kurstin. La chanson est sortie comme single principal de son premier album studio solo, As You Were (2017). Elle devait initialement sortir le 2 juin, mais a été publiée un jour plus tôt.
Wall of Glass est entrée à la 60e place du classement britannique le 2 juin, juste un jour après sa sortie. Elle a atteint la 21e place après la performance de Gallagher lors du One Love Manchester. Il s'agit de son single le plus vendu en tant qu'artiste solo, certifié Platine par la BPI, et est resté son titre le mieux classé au Royaume-Uni jusqu'à ce que Everything's Electric atteigne la 18e place en 2022.

## Clip vidéo
Dans le clip déstabilisant de la chanson, Gallagher est vu dans une galerie de miroirs. Il fixe ensuite un miroir, mais seul son reflet chante en retour. Ailleurs, la caméra se retourne alors que Gallagher glisse dans un couloir mystérieux, assis sur une chaise.
Le clip est sorti le 31 mai 2017, réalisé par François Rousselet et produit par Riff Raff Film,.

## Personnel
Les crédits sont adaptés des notes de pochette de As You Were :
- Liam Gallagher – chant principal, auteur-compositeur
- Greg Kurstin – producteur, auteur-compositeur, ingénieur d'enregistrement, batterie, piano, guitare basse, percussions, guitare électrique, mellotron, orgue, guitare acoustique, harmonica
- Andrew Wyatt – auteur-compositeur, chœurs
- Bridget Sarai – chœurs
- Michael Tighe – auteur-compositeur
- Andrew Sidney Fox – auteur-compositeur
- Mark Stent – ingénieur du mixage
- Julian Burg – ingénieur d'enregistrement
- Dan Grech-Marguerat – ingénieur d'enregistrement
- Alex Pasco – ingénieur d'enregistrement